# Builico (Ort)
Builico ist eine osttimoresische Siedlung im Suco Ainaro (Verwaltungsamt Ainaro, Gemeinde Ainaro).

## Geographie
Das Dorf Builico liegt im Süden der Aldeia Builico in einer Meereshöhe von 418 m, an der Überlandstraße von Ainaro nach Cassa. Der nächste Nachbar im Süden ist die Siedlung Ponta Cassa, im Norden erreicht man als erstes Mauulo 2, einen Stadtteil von Ainaro.
Westlich befindet sich der Sarai, östlich fließt der Maumall. Es sind Nebenflüsse des Belulik.